# شریعتی نیاسر
شریعتی نیاسر نام خانوادگی افراد زیر است:
- حسن شریعتی نیاسر (متولد ۱۳۱۲) عضو جامعه مدرسین حوزه علمیه قم و نماینده مردم اصفهان در مجلس خبرگان رهبری
- مجتبی شریعتی نیاسر (متولد ۱۳۳۴) استاد پردیس دانشکده‌های فنی دانشگاه تهران و معاون آموزشی وزارت علوم در دولت روحانی
- مالک شریعتی نیاسر، سیاستمدار ایرانی